# ФК Олимпик Марсељ
Олимпик Марсељ (фр. Olympique de Marseille) је професионални француски фудбалски клуб из града Марсеља. Основан је 1899. и игра у Првој лиги Француске и већину своје историје је провео у највишем рангу Француског фудбала. Марсељ је првак државе био 9 пута (титула из сезоне 1992/93. је одузета), a 10 пута је освојио Куп Француске и постао је први француски клуб који је освојио Лигу шампиона у сезони 1992/93. што је касније успео да уради и Пари Сен Жермен (2024/25).
Дом Олимпик Марсеља је стадион Велодром у јужном делу града, капацитета 60.031 места, где они играју од 1937.
Марсељева традиционална боја опреме су беле мајице и шорцеви са белим чарапама. Тренутни грб клуба је усвојен 2004. године. Клупски мото Droit Au But (Француски за „Право на гол“) појављује се испод грба а звезда на врху представља победу у Лиги шампиона. Клуб ужива велику базу навијача, са највећим просеком посећености у историји Француског фудбала. Њихов просек посећености за сезону 2007/08. је био 52.600, највећи у Лиги 1.

## Историја
Олимпик Марсељ је основао 1892. Рене Дуфор де Монмирај, француски спортски званичник, као омниспорт клуб. Био је познат као клуб Спортинг, УС Фосен (US Phocéenne) и фудбалски клуб Марсељ у првих пет година након оснивања, клуб је прихватио име Олимпик Марсеј 1899. године.
У сезони 1936/37., Марсељ је први пут освојио првенство Француске захваљујући гол разлици (+39 за Марсеј, +17 за Сошо). 1952. Марсељ је био близу да испадне из прве лиге, али Гунар Андерсон је спасио његов тим, завршивши сезону као најбољи стрелац са 31 голом. Тим је добио 5:3 у укупном резултату Валенсијен.

## Стадион
Од 1904. до 1937. Марсељ је играо на стадиону Де л'Хувенуе. Клуб је био власник стадиона, за разлику од тренутног стадиона (власник је град Марсељ). Данас тим регуларно пуни трибине њиховог импресивног дома, стадиона Велодром, који тренутно има капацитет од 60.031 места. Навијачи се надају да ће град да покрије стадион и да прошири капацитет.
Пре старта сваке утакмице пушта се песма Jump групе Ван Хејлен, а када Марсељ постигне гол на њиховим домаћим мечевима пушта се песма Come with Me од Паф Дедија.

## Успеси
Марсељ са 9 освојених титула првака је трећи клуб по броју освојених титула у Француској, иза Пари Сен Жермена (13) и Сент Етјена (10), док је са десет освојених титула купа на другом месту иза Пари Сен Жермена (16). Марсељ је два пута освојио дуплу круну (1979. и 1989). Они су такође и први француски клуб који је освојио Лигу шампиона 1993. године.

### Међународни
- Куп европских шампиона / Лига шампиона
  - Освајач (1) :  1992/93.
  - Финалиста (1) :  1990/91.
  - Полуфиналиста (1) :  1989/90.
  - Четвртфиналиста (1) : 2011/12.
- Куп победника купова
  - Полуфиналиста (1) :  1987/88.
- Куп УЕФА / Лига Европе
  - Финалиста (3) :  1998/99, 2003/04, 2017/18.
  - Полуфиналиста (1) :  2023/24.
  - Четвртфиналиста (1) : 2008/09.
- Лига конференције
  - Полуфиналиста (1) :  2021/22.
- Интертото куп
  - Освајач (1) :  2005.

### Национални
- Прва лига Француске:
  - Првак (10 – званично 9) :  1936/37, 1947/48, 1970/71, 1971/72, 1988/89, 1989/90, 1990/91, 1991/92, (1992/93.– одузета титула)[8], 2009/10.
  - Вицепрвак (14) : 1937/38, 1938/39, 1969/70, 1974/75, 1986/87, 1993/94, 1998/99, 2006/07, 2008/09, 2010/11, 2012/13, 2019/20, 2021/22, 2024/25.
- Аматерско првенство Француске:
  - Првак (1) :  1928/29.
  - Вицепрвак (3) : 1918/19.
- Друга лига Француске []:
  - Првак (1) :  1994/95.[9]
  - Вицепрвак (3) : 1965/66, 1983/84. (првак групе А), 1995/96. (сва три пута промоција у виши ранг)
- Куп Француске :
  - Освајач (10) :  1923/24, 1925/26, 1926/27, 1934/35, 1937/38, 1942/43, 1968/69, 1971/72, 1975/76, 1988/89.
  - Финалиста (9) : 1933/34, 1939/40, 1953/54, 1985/86, 1986/87, 1990/91, 2005/06, 2006/07, 2015/16.
- Лига куп Француске:
  - Освајач (3) :  2009/10, 2010/11, 2011/12.
- Суперкуп Француске:
  - Освајач (3) :  1971.[10], 2010, 2011.
  - Финалиста (3) : 1969, 1972, 2020.

## Тренутни састав
Ажурирано: 11. фебруар 2025.
| Бр. |            | Позиција | Играч                               |
| --- | ---------- | -------- | ----------------------------------- |
| 1   | Аргентина  | Г        | Херонимо Руљи                       |
| 3   | Француска  | О        | Кентен Мерлен                       |
| 4   | Италија    | О        | Луиз Фелипе                         |
| 5   | Аргентина  | О        | Леонардо Балерди (капитен)          |
| 6   | Швајцарска | О        | Улисес Гарсија                      |
| 8   | Француска  | Н        | Нил Мопе (на позајмици из Евертона) |
| 9   | Алжир      | Н        | Амин Гуири                          |
| 10  | Енглеска   | Н        | Мејсон Гринвуд                      |
| 11  | Мароко     | С        | Амин Харит                          |
| 12  | Холандија  | Г        | Џефри де Ланге                      |
| 13  | Канада     | О        | Дерек Корнелијус                    |
| 14  | Камерун    | Н        | Фарис Мумбања                       |
| 17  | Енглеска   | Н        | Џонатан Роу                         |

| Бр. |                             | Позиција | Играч                                   |
| --- | --------------------------- | -------- | --------------------------------------- |
| 19  | Централноафричка Република  | С        | Жофри Кондогбија                        |
| 21  | Француска                   | С        | Валантен Ронжије                        |
| 22  | Алжир                       | С        | Исмаел Бенасер (на позајмици из Милана) |
| 23  | Данска                      | С        | Пјер-Емил Хојбјерг (заменик капитена)   |
| 25  | Француска                   | С        | Адријен Рабио                           |
| 26  | Мароко                      | С        | Билал Надир                             |
| 29  | Шпанија                     | О        | Пол Лирола                              |
| 36  | Шпанија                     | Г        | Рубен Бланко                            |
| 44  | Бразил                      | Н        | Луис Енрике                             |
| 48  | Француска                   | Н        | Келијан Абдала                          |
| 62  | Панама                      | О        | Михаел Муриљо                           |
| 77  | Босна и Херцеговина         | О        | Амар Дедић                              |
| 99  | Демократска Република Конго | О        | Шансел Мбемба                           |

### Играчи на позајмици
| Бр. |                 | Позиција | Играч                     |
| --- | --------------- | -------- | ------------------------- |
| —   | Шпанија         | Г        | Пау Лопез (Толука)        |
| —   | Камерун         | Г        | Симон Нгапандуетнбу (Ним) |
| —   | Француска       | О        | Самуел Жиго (Лацио)       |
| —   | Обала Слоноваче | О        | Бамо Меите (Монпеље)      |

| Бр. |         | Позиција | Играч                      |
| --- | ------- | -------- | -------------------------- |
| —   | Канада  | С        | Исмаел Коне (Рен)          |
| —   | Камерун | С        | Франсоа Муге (Калитеа)     |
| —   | Мароко  | С        | Азедин Унаи (Панатинаикос) |

## Рекорди
- Најмање примљених голова током једне сезоне : 21 гол (1991/92.).
- Највише победа у гостима у једној сезони: 12 (1971/72.). (дели рекорд са Сент Етјеном и Лионом).
- Највише голова током једне сезоне : Јосип Скоблар, 44 лигашких голова и Европска златна копачка у сезони 1970/71.

## Некадашњи играчи
| - Јосип Скоблар - Руди Фелер - Карлос Мозер - Енцо Франческоли - Фабрицио Раванели - Фабјен Бартез - Дидје Дешан - Клаус Алофс - Ален Бокшић - Крис Водл |  | - Паоло Футре - Андреас Кепке - Кристоф Дугари - Робер Пирес - Сони Андерсон - Јордан Лечков - Клод Макелеле - Матје Фламини - Вилијам Галас - Самир Насри |  | - Биксенте Лизаразу - Дидје Дрогба - Франк Рибери - Мидо - Абеди Пеле - Мануел Аморос - Жан Тигана - Ерик Кантона - Базиле Боли - Драган Стојковић |

## Ривалитет са Пари Сен Жерменом

### "Ле Класик" (статистика и трофеји)
Од 16. марта 2025.
| Такмичење               | ИГ  | Олимпик Марсељ | Н  | Пари Сен Жермен | ГолОлимпик Марсељ | ГолПари Сен Жермен |
| ----------------------- | --- | -------------- | -- | --------------- | ----------------- | ------------------ |
| Првенство Француске     | 91  | 32             | 20 | 39              | 106               | 130                |
| Куп Француске           | 14  | 2              | 2  | 10              | 13                | 27                 |
| Лига куп Француске      | 2   | 0              | 0  | 2               | 2                 | 5                  |
| Суперкуп Француске      | 2   | 0              | 1  | 1               | 1                 | 2                  |
| Укупно званичних мечева | 109 | 34             | 23 | 52              | 122               | 164                |

| ИГ: одиграно утакмица                                   |
| Олимпик Марсељ: победа Олимпик Марсеља                  |
| Н: нерешено                                             |
| Пари Сен Жермен: победа Пари Сен Жермена                |
| ГолОлимпик Марсељ: постигнутих голова Олимпик Марсеља   |
| ГолПари Сен Жермен: постигнутих голова Пари Сен Жермена |

Од 13. августа 2025.
| Олимпик Марсељ        | Такмичење                     | Пари Сен Жермен |
| --------------------- | ----------------------------- | --------------- |
| Домаћа такмичења      |                               |                 |
| 1                     | Аматерско првенство Француске | —               |
| 9                     | Првенство Француске           | 13              |
| 1                     | Друга лига Француске          | 1               |
| 10                    | Куп Француске                 | 16              |
| 3                     | Лига куп Француске            | 9               |
| 3                     | Суперкуп Француске            | 13              |
| 27                    | Укупно                        | 52              |
| Међународна такмичења |                               |                 |
| 1                     | Лига шампиона                 | 1               |
| —                     | Куп победника купова          | 1               |
| —                     | УЕФА суперкуп                 | 1               |
| 1                     | Интертото куп                 | 1               |
| 2                     | Укупно                        | 4               |
| 29                    | Укупно свих трофеја           | 56              |